# Isotopia (linguistica)
L'isotopia è, secondo Greimas, «un insieme di categorie semantiche ridondanti che rendono possibile la lettura uniforme di una storia».
Caratteristica intrinseca al testo, l'isotopia deve necessariamente essere riconosciuta tramite la competenza enciclopedica del lettore. La sovrapposizione delle marche semantiche comuni (sovrapposizione semantica) di due o più lessemi costituirà un amalgama di cui l'isotopia è il risultato.
La ridondanza prodotta dall'isotopia ha la duplice funzione di contrastare il rumore sul piano sintattico e di fornire continuità al testo sul piano semantico.
Le isotopie sono linee guida del testo che ne rendono possibile una lettura coerente. Essa si costituisce come un piano omogeneo del senso, tracciando una griglia di lettura del testo in grado di assicurarne la coerenza. L'isotopia è un concetto estrapolato da Greimas (1966) dal campo della fisica e della chimica per scegliere in un primo momento l'interattività dei classemi, dei semi contestuali, ovvero di quei semi che garantiscono l'inserzione di un lessema in un campo di compatibilità. In seguito, Greimas ha considerato l'isotopia non come una semplice ridondanza di classemi ma come la ripresa – lungo la catena sintagmatica del testo – di semi che si ripetono, si rincorrono e si richiamano, e che fanno rima e risonanza fra loro. Si intende per isotopia ogni forma di ricorrenza di semi che produce ridondanza semantica.
La ridondanza dei semi lungo una catena sintagmatica non deve essere intesa unicamente come il ricorrere di determinate parole o unità semantiche. L'utilizzo reiterato di una parola all'interno del testo non costituisce di per sé un'isotopia, occorre che la reiterazione conferisca coerenza e senso e ne guidi la fruizione. In base al carattere astratto o concreto, le isotopie possono essere figurative, ovvero quelle che sottintendono le configurazioni discorsive, o tematiche, individuabili a un livello più profondo. Greimas, nel Dizionario ragionato della teoria del linguaggio, fa notare come possa darsi un'isotopia figurativa che non corrisponda ad alcun tema preciso, mentre invece altre volte vi sia una corrispondenza tra isotopia tematica e figurativa. In questo caso Greimas riporta l'esempio dell'isotopia tematica fornitore/consumatore che trova riscontro a un livello figurativo con alcuni comportamenti somatici dell'Orco e di Pollicino. In questo caso il processo della generazione del senso si avvia in modo naturale dall'astratto al concreto, tuttavia può avvenire anche il contrario: è il caso di un'isotopia più profonda che presupponga un'isotopia di superficie. Ci sono casi in cui, si vedano le parabole evangeliche, molte isotopie figurative sono legate a un'unica isotopia tematica. 
Le barzellette rappresentano un caso di scambio improvviso di isotopie, sfruttando il doppio significato di termini ambigui riescono a produrre un effetto umoristico. Non solo le barzellette, si pensi ad alcuni racconti che si fondano interamente sull'ambiguità isotopica al fine di realizzare un effetto-sorpresa nella conclusione. 
Nelle campagne pubblicitarie le strutturazioni isotopiche si costituiscono come fasce di ridondanza che investono l'universo visivo, musicale e ritmico, assicurando non solo la leggibilità di uno spot ma anche la sua appartenenza ad una sola marca. Le isotopie di un testo intrattengono fra loro relazioni variabili che possono essere di gerarchia, derivazione, incassamento, corrispondenza e disgiunzione.
L'isotopia più importante è l'isotopia semantica. Essa consente una lettura uniforme del testo e intrattiene rapporti gerarchici con le altre isotopie.
Queste possiedono caratteristiche diverse a seconda del livello del percorso generativo sul quale si installano: sintattico, semantico, semio-narrativo, discorsivo. Se fino ad ora si è parlato di isotopie facendo esclusivamente riferimento al piano del contenuto, non va trascurata la possibilità, che lo stesso Greimas segnala nel suo Dizionario, di rivolgersi a uno studio delle isotopie del piano dell'espressione. In presenza di un testo audio-visivo, un film ad esempio, un certo tipo di inquadratura o di movimento di macchina che ricorre in modo iterativo nella catena sintagmatica del discorso può rappresentare un'isotopia. Immaginiamo che un lungo-metraggio prediliga l'utilizzo del primo piano, tipologia di inquadratura che attraversa il testo dal primo all'ultimo fotogramma, parleremo allora di un'isotopia riscontrata a livello del piano dell'espressione andando ad analizzare il tipo di impatto che tale scelta stilistica ha sulla produzione del senso complessivo. O ancora, si possono avere ridondanze cromatiche, eidetiche, tattili e olfattive. In un testo visivo si dovrà fare attenzione alle rime di colori e ai significati che possono essere estrapolati da questo tipo di isotopie. 